# 1306
Cette page concerne l'année 1306  du calendrier julien.
L'année 1306 est une année commune qui commence un samedi.

## Événements
- Hiver 1305-1306 très rude, au point de faire geler le Rhin[1], suivi d'un printemps et été sec, avec forte sècheresse au printemps et en l'été en France selon Guillaume de Nangis[2]. L'hiver 1306-1307 est prétendument aussi très rigoureux en Angleterre, dans les Pays-Bas, la France et l'Allemagne selon Easton, mais celui-ci a mal interprété les sources [3].

- 6 - 7 janvier : troubles à Gênes. Les Gibelins se divisent face à l'influence trop grande des Spinola, qui sortent vainqueurs des combats de rue. Opizzimo Spinola est nommé capitaine du peuple avec Barnado Doria, le seul de sa famille à être resté favorable aux Spinola[4]. Les Guelfes sont bannis jusqu'en 1307.
- 27 janvier : fondation de l'université d'Orléans[5] (droit romain).
- 10 février : le maréchal Torgils Knutsson, ancien régent du royaume de Suède qui détenait le pouvoir effectif, est emprisonné et exécuté[6].
- 29 mars : Robert Bruce, qui conduit la révolte des Scots contre le joug anglais, est couronné roi d'Écosse (jusqu'en 1329)[7].
- 10 avril : Pistoia capitule après un siège commencé le 22 mai 1305 par Florence[8].
- 19 juin : Robert Bruce est battu à la bataille de Methven et exilé jusqu'en 1307[7].
- 21 juin : les Juifs sont expulsés de France par Philippe le Bel qui confisque leurs biens[9]. De nombreux Juifs expulsés de France se rendent en Espagne[10].
- 4 août : assassinat de Venceslas III par un noble à Olomouc, mort sans descendance. Albert Ier de Habsbourg tente de s’emparer du pays. En octobre, il convainc la noblesse tchèque d’élire roi de Bohême son fils Rodolphe III de Habsbourg, qui épouse la veuve du prince de Pologne (fin en 1307)[11].
- 1er septembre : Ladislas Ier le Bref devient duc de Cracovie[12]. Il affronte l’armée du Brandebourg à la fin de l'année et s’empare de la Poméranie de Gdańsk qu’il confie à des gouverneurs.
- 29 septembre : le roi Birger de Suède et sa famille sont faits prisonniers par les frères du roi au château de Håtuna. Seul le jeune Magnus, héritier du trône, parvient à s'enfuir et à se réfugier auprès du roi Éric VI de Danemark[6].
- 30 décembre : révolte à Paris contre la hausse des loyers[13]. Le roi est assiégé dans le Temple et la maison d'Etienne Barbette, auquel on attribue la responsabilité des altérations de l'argent, est incendiée. À la suite des troubles, une ordonnance royale abolit provisoirement les confréries professionnelles[14].

- Douwa, avec le soutien du grand khan Témur Khan, vainc Djeper, fils de Qaïdu. Il forme un empire djaghataïde indépendant comprenant la Transoxiane, le Turkestan oriental et la riche vallée de l’Ili. Douwa meurt vers la fin de l'année et son fils Koundjounk lui succède[15].
- Jacques II d'Aragon reçoit de la Papauté les fiefs de Corse et de Sardaigne[16].
- Jacques de Molay refuse le projet de fusion des Templiers et des Hospitaliers tel que préconisé par Clément V[17].